# Le Mazeau
Le Mazeau – miejscowość i gmina we Francji, w regionie Kraj Loary, w departamencie Wandea.
Według danych na rok 1990 gminę zamieszkiwały 463 osoby, a gęstość zaludnienia wynosiła 56 osób/km² (wśród 1504 gmin Kraju Loary Le Mazeau plasuje się na 864. miejscu pod względem liczby ludności, natomiast pod względem powierzchni na miejscu 1078.).